# Costa Concordia
Costa Concordia là một tàu du lịch lớp Concordia thuộc sở hữu và điều hành bởi Costa Cruises. Chiếc tàu này được đóng tại xưởng đóng tàu Sestri Ponente của Fincantieri ở Ý. Tên gọi Concordia là nhằm mục đích bày tỏ mong muốn tiếp tục sự hòa hợp, đoàn kết và hòa bình giữa các quốc gia châu Âu. Chiếc tàu này dài 290m, có 4 hồ bơi, 5 nhà hàng và 13 quán bar. 
Đây là con tàu đầu tiên trong lớp Concordia, với các con tàu chị em Costa Serena, Costa Pacifica, Costa Favolosa, Costa Fascinosa và Carnival Splendor được đóng cho Carnival Cruise Lines. Costa Concordia vào dịch vụ trong tháng 7 năm 2006 và là con tàu lớn nhất được xây dựng tại Ý, 114.500 tấn.

## Tai nạn
Con tàu đã thu hút sự chú ý của quốc tế trong tháng 1 năm 2012 khi bị mắc cạn ngoài khơi Isola del Giglio, Italy, tàu đã va phải một bãi đá ngầm,kết quả bị nước tràn vào khoang số 3 và 4,kết quả sơ tán hơn 4.000 người trên tàu. May là ở gần bờ nên chỉ bị mắc cạn. 25 hành khách chết. Nạn nhân nhỏ tuổi nhất trong tai nạn, bé gái 5 tuổi Dayana Arlotti. 42 người khác bị thương, và 7 người vẫn còn mất tích, gồm nhiều quốc tịch, trong đó có 4 thủy thủ của tàu.
Tàu Costa Concordia rời cảng Civitavecchia lúc 07g tối, 13 tháng 01 năm 2012 giờ địa phương (tức 1h sáng 14 tháng 1 giờ Việt Nam) tới cảng Savona để bắt đầu chuyến du ngoạn kéo dài 7 ngày trên Địa Trung Hải. Tuy nhiên đến 9g15phút, con tàu mắc cạn ở ngoài khơi bờ biển Tuscan. 
Lúc gặp sự cố, trên tàu có 3.206 hành khách, trong đó có nhiều trẻ em và phụ nữ mang thai, cùng 1.023 thành viên thủy thủ đoàn.
Có 3.206 hành khách trên tàu đến từ nhiều nước: Pháp (160 người), Đức (500 người), Ý (1.000 người). Các hành khách được sơ tán hiện đang được bố trí ở tạm tại các khách sạn, trường học và một nhà thờ ở Giglio, một hòn đảo du lịch nằm cách bờ biển phía tây Ý khoảng 25 km.
Tàu đã rời Civitavecchia và theo lịch trình thì sẽ du lịch 7 ngày đến Savona và sau đó tham quan Marseille, Barcelona, Palma, Tunis, và Palermo.

## Tai nạn do bê bối của thuyền trưởng
Thuyền trưởng Francesco Schettino đã cho tàu vào quá gần bờ. Theo lộ trình, tàu Costa chỉ rẽ góc 15 độ, do tính toán sai, tàu đã rẽ góc hơn 45 độ. Điều đó đã làm cho tàu vào quá gần bờ. Tàu đã va vào Đá ngầm và tạo nên thảm họa hơn 30 người. Khi tàu gặp nạn, thuyền trưởng đã trốn lên tàu cứu hộ và vào bờ và bỏ mặc tất cả phi hành đoàn và hành khách cầu xin ông ở lại tàu để chỉ huy cuộc cứu hộ. Và ông ta đã bị ông De Falco tra hỏi. Sau cùng, đoạn hội thoại giữa 2 ông được công khai lên Mạng xã hội.